# Dorstenia lujae
Dorstenia lujae là một loài thực vật có hoa trong họ Moraceae. Loài này được De Wild. mô tả khoa học đầu tiên năm 1907.